# Brandmandens Datter
Brandmandens Datter er en stumfilm instrueret af Alfred Cohn.